# Gromphadorhina grandidieri
Gromphadorhina grandidieri är en kackerlacksart som beskrevs av Kirby, W. F. 1904. Gromphadorhina grandidieri ingår i släktet Gromphadorhina och familjen jättekackerlackor. Inga underarter finns listade i Catalogue of Life.